# Abnegazione nella legge ebraica
Sebbene rari, ci sono casi nella Legge ebraica (Halakhah) che impongono all'ebreo di sacrificare la propria vita piuttosto che violare un divieto religioso. Esistono anche molte proibizioni rituali, che richiedono abnegazione all'ebreo in specifiche circostanze, quando il raggiungimento di un bene più grande ha la precedenza sull'osservanza di un precetto minore. Questa pratica riflette la natura flessibile della legge ebraica ed il profondo rispetto per il prossimo.

## Interpretazione
In generale, l'ebreo deve trasgredire le leggi religiose ebraiche imposte biblicamente e quelle imposte rabbinicamente per salvare una vita umana. Questo principio è noto come ya'avor v'al ye'hareg (in ebraico יעבור ואל יהרג‎?, "trasgredisci e non venir ucciso") e si applica praticamente a tutta la Legge ebraica rituale, incluse le importanti leggi dello Shabbat e del kashrut, e anche alle più severe proibizioni, come quella relativa alla circoncisione, a chametz nella Pesach e al digiuno durante Yom Kippur. La Torah quindi afferma che generalmente pikuach nefesh (in ebraico פיקוח נפש‎?, "la conservazione della vita umana") è di suprema importanza, e nella maggioranza delle situazioni anche la conservazione/salvaguardia degli arti del corpo umano è messa sullo stesso piano di questo principio basilare.
Tuttavia ci sono aree di divieto che non possono essere mai trasgredite, anche per salvare una vita umana. Sebbene queste tre aree della Legge ebraica siano spesso chiamate i "tre peccati capitali", in verità includono molto più delle tre sole proibizioni. Tutte comprendono l'omicidio, il comportamento sessuale sbagliato, e l'idolatria. Il principio regolatore si chiama ye'hareg v'al ya'avor (in ebraico יהרג ואל יעבור‎?, o "muori ma non trasgredire").
Quindi colui che corre molti rischi o accetta grandi tribolazioni per amore dell'osservare le leggi religiose dell'Ebraismo senza però sacrificare la vita, viene considerato particolarmente giusto. Tale atto di sacrificio figurativo è chiamato mesirat nefesh (in ebraico מסירת נפש‎?, "dare l'anima"). Per ovvie ragioni, questo stato di abnegazione deve essere paragonato più all'eroismo che al martirio inteso nel senso cristiano.

## Salvaguardia della vita nell'Ebraismo
L'Ebraismo attribuisce grande valore alla vita. È quindi permesso trasgredire tutte le leggi e precetti, eccetto che per tre delle 613 mitzvòt  (comandamenti religiosi) quando una vita è in pericolo. Questa regola si fonda nell'imposizione biblica: “Osserverete dunque le mie leggi e le mie prescrizioni, mediante le quali, chiunque le metterà in pratica, vivrà. Io sono il Signore.” (Levitico 18:5) Dal versetto i rabbini ne dedussero che non si deve morire piuttosto che infrangere le mitzvot. Questo passo biblico è all'origine della dottrina che afferma di non mettere a repentaglio la propria vita per osservare una mitzvah.
Inoltre Levitico 19:16 stabilisce “Non coopererai alla morte del tuo prossimo”. Il Talmud deduce da questo versetto che l'ebreo deve fare del tutto per salvare la vita di un altro ebreo, anche se ciò portasse alla tragressione di uno o più comandamenti (mitzvot). Se si trattasse di pericolo di vita per un non-ebreo o un ebreo apostata, la legge non è altrettanto chiara e se ne discute tuttora, è comunque nello spirito della legge, sebbene non nella lettera. Rientra nell'ambito delle opinioni ebraiche circa le altre religioni.

## Il requisito dell'abnegazione
Yehareg ve'al ya'avor ("che venga ucciso piuttosto che trasgredisca") si riferisce al requisito di dare la propria vita piuttosto che trasgredire una legge. Sebbene normalmente sia permesso di infrangere la Halakhah quando una vita è in pericolo, in certe situazioni specifiche all'ebreo viene chiesto di sacrificarsi.

### I tre peccati gravi
I tre peccati per i quali si deve sempre morire piuttosto che commetterli sono:
- idolatria
- adulterio
- omicidio

Il Talmud specifica che questi tre peccati sono l'eccezione. Nel Trattato Sanhedrin 74a, il Talmud asserisce: “Rav Yochanan disse a nome di Rav Shimon ben Yehotzadak: ‘Fu deciso per votazione nella soffitta della casa di Nitezeh in Lod: Per tutti i peccati citati nella Torah, se si dice ad una persona 'Trasgredisci e non verrai ucciso', la persona deve trasgredire per non morire, eccetto nel caso di adorazione di idoli, relazioni sessuali e spargimento di sangue.'” L'ebreo deve sacrificare la propria vita piuttosto che trasgredire con i tre peccati succitati.

### Idolatria
La prima eccezione, l'idolatria, viene estrapolata dal Deuteronomio 6:5 “Tu amerai il Signore tuo Dio con tutto il cuore, con tutta l'anima e con tutte le forze”, a significare che si deve persino sacrificare la propria vita piuttosto che servire qualsiasi divinità all'infuori di Dio.
Esiste un esempio famoso nel Talmud babilonese, Gittin 57b, nell'apocrifo II Maccabei 7, e in altre fonti, che narra di una donna con sette figli, storia associata con la festività di Hanukkah. Piuttosto che mangiare del maiale, la donna si ribella a Re Antioco IV e lascia che i suoi figli vengano uccisi uno per uno, per poi venire uccisa anche lei.
Inoltre questa storia fornisce un'altra spiegazione dove la Halakhah impone di dare la vita: la situazione in cui una persona è costretta a infrangere una legge solo per profanare la Torah. Se un sovrano non-ebreo chiede ad un ebreo di cucinargli del cibo durante lo Shabbat, l'ebreo deve dissacrare lo Shabbat piuttosto che farsi uccidere. Tuttavia se il sovrano chiede all'ebreo di cucinare del cibo di Shabbat, non per suo nutrimento ma semplicemente per disonorare la Torah, allora l'ebreo deve dare la propria vita onde evitare di profanare il Nome di Dio (caso simile all'idolatria). La donna coi sette figli agì in questa maniera quando fu forzata a mangiare maiale per profanare la Torah, e venendo uccisi santificarono il Nome di Dio in pubblico.

### Immoralità sessuale
Le eccezioni dovute ad alcuni tipi di immoralità sessuale sono estrapolate dal Deuteronomio 22:26. Riferendosi al caso di una ragazza fidanzata che viene violentata da un uomo, afferma: "come quando un uomo assale il suo prossimo e l'uccide, così è in questo caso". Quindi l'immoralità sessuale è paragonata dalla Torah all'omicidio - e si è tenuti a dare la propria vita piuttosto che perpetrare un omicidio, come discusso di seguito.

#### Tipi di comportamento sessuale proibito
Sia nell'Ebraismo ortodosso che in quello conservatore, i tipi di cattiva condotta sessuale soggetti a Yehareg v'al ya'avor includono quelli menzionati in Levitico 18, che comprendono l'adulterio con una donna sposata, varie forme d'incesto, relazioni sessuali con una donna in stato di niddah, bestialismo, e sesso penile-anale tra uomini (violazioni della proibizione "non giacerai con un uomo come donna; è abominio", come concordato da molte autorità rabbiniche dell'Ebraismo ortodosso e conservatore).
Le proibizioni per decreto rabbinico sono escluse. I rabbini hanno promulgato una quantità di proibizioni in materia sessuale, oltre quelle della Torah. Adulterio con un uomo sposato, fornicazione, certi tipi di omosessualità (le autorità ortodosse e i conservatori tradizionalisti considerano proibite molte forme di intimità sessuale tra uomo e uomo, tra cui il sesso orale, ma non le includono nelle proibizioni "muori piuttosto che trasgredire"), e vari aspetti di modestia nel vestire e nel comportamento sono tra quelle proibizioni rabbiniche non specificamente vietate da Levitico 18.
Molte autorità sostengono che il requisito di sacrificare la propria vita non si applica ad una condotta puramente passiva, cosicché per esempio, una donna sposata che viene stuprata non ha il dovere di morire per resistere allo stupro. È invece un requisito solo quando uno è parte attiva o prende l'iniziativa in uno degli atti sessuali proibiti.

### Omicidio
L'eccezione di omicidio è dedotta per logica, poiché il Talmud stabilisce (in Sanhedrin 74a): "Successe con Rava: un uomo venne da Rava e gli disse che il governatore della città aveva ordinato di uccidere una data persona o morire egli stesso, e Rava gli rispose: 'Piuttosto che uccidere un'altra persona, tu devi farti uccidere, perché come fai a sapere che il tuo sangue sia più rosso del suo, e forse il suo sangue è più rosso del tuo?'"

### Ulteriori situazioni
I seguenti requisiti sono citati secondo Maimonide (il Rambam)
Come già illustrato precedentemente, la persona ebrea deve sacrificare la propria vita solo in base alle tre leggi cardinali. Tuttavia secondo l'opinione di Maimonide, certe altre situazioni speciali richiedono il martirio.

#### Martirio pubblico
Secondo Maimonide, la persona ebrea deve sacrificare la propria vita per evitare di profanare il Nome di Dio mediante una trasgressione pubblica dei Suoi comandamenti. La profanazione del Nome di Dio è considerata la violazione massima della Legge ebraica, almeno per quanto concerne il perdono divino. Di conseguenza, se il peccato deve commettersi in pubblico (in questo caso, alla presenza di una minian di dieci ebrei adulti), ed il solo scopo del persecutore è quello di far trasgredire la Halakhah all'ebreo, qualsiasi proibizione viene considerata in base a yehareg v'al ya'avor.
Se queste due condizioni non sussistono, non c'è necessità di dare la propria vita, poiché il Nome di Dio non viene dissacrato dalla trasgressione. Ad esempio, se una persona ebrea è costretta a trasgredire le leggi dello Shabbat per il profitto personale del persecutore, tale persona non ha l'obbligo di sacrificare la propria vita.

#### Resistenza alle persecuzioni
In tempi di crisi per la fede ebraica (ad esempio, se un governo o altra potenza vuole costringere gli ebrei a non essere religiosi) qualsiasi divieto della Legge ebraica diventa yehareg ve'al ya'avor, e si deve applicare mesirat nefesh ad ogni comandamento negativo o positivo, anche quando non in pubblico. Questo requisito è chiamato "cinghie di sandalo" e si riferisce al modo tradizionale ebraico di indossare le calzature (calza a destra, calza a sinistra, lega sinistra, lega destra). In questa situazione, uno deve morire anche per le "cinghie del sandalo".
Tuttavia, se un governo o altra potenza non si oppone alla religione ebraica per sé, ma a tutte le religioni senza distinzione, come in Russia durante il regime comunista, allora secondo alcune opinioni, tale requisito non viene applicato. Si considera crisi per la fede ebraica anche quando un particolare precetto della Legge ebraica è in pericolo e sta per essere dichiarato illecito da un dato governo o potenza
Esiste un'altra specifica: solo i comandamenti negativi possono essere potenzialmente considerati causa di yehareg v'al ya'avor; all'ebreo non verrà mai chiesto di sacrificarsi per uno dei comandamenti positivi. Dato che astenersi dal praticare un comandamento positivo non comporta nessuna azione specifica, astenersene non viene considerata profanazione del Nome di Dio, e quindi non verrebbe mai richiesto di sacrificarsi.
Secondo Maimonide, in una situazione dove non è richiesto di sacrificarsi piuttosto che trasgredire,  farlo verrebbe considerato un suicidio, che viene fortemente proibito e condannato dalla Halakhah.
Osservare la Legge e sacrificare la propria vita secondo il principio di yehareg ve'al ya'avor è considerato Kiddush Hashem (santificazione del Nome di Dio).